# Tokyo Toden
Tokyo Toden (東京都電, Tōkyō Toden), ou simplement Toden, désigne le réseau de tramway à Tokyo au Japon. A son apogée dans les années 1950 et 1960, c'était le plus grand réseau de tramway du Japon, utilisé par environ 1,75 million de personnes par jour. La concurrence de la voiture et des transports en commun par autobus et métro a entraîné la fermeture de la quasi totalité des lignes de 1967 à 1972. Il ne subsiste aujourd'hui que la ligne Toden Arakawa.

## Histoire

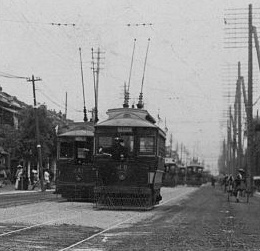
Tramways à Tokyo en 1905.

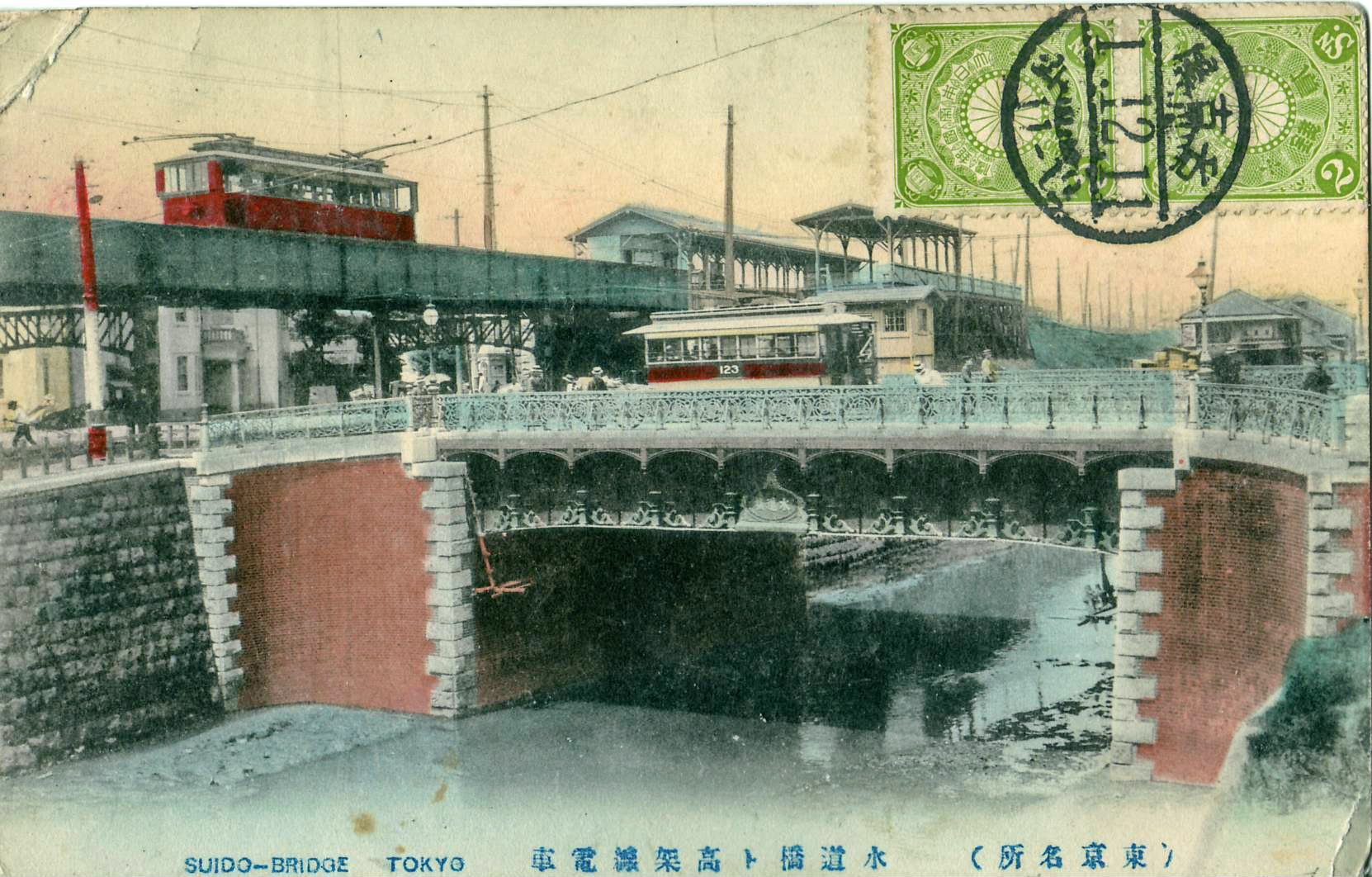
Tramway (sur le pont) et train électrique (sur le viaduc) à Suidobashi.

Tokyo disposa d'un important réseau de tramway, dont la première ligne fut mise en service entre Shinbashi et Nihonbashi le 25 juin 1882, avec une traction hippomobile, puis à traction électrique, technique qui fut présentée lors de la IIIe exposition industrielle de 1890 au parc d'Ueno. La première ligne de tramway électrique circula dans Tokyo intra-muros le 22 août 1903, entre Shinagawa et Shinbashi.
Trois sociétés, la société des tramways électriques de Tokyo, la société des tramways de la ville de Tokyo et la société des chemins de fer électriques de Tokyo construisirent les premières lignes. En 1906, les trois sociétés exploitaient un total de 919 tramways sur 143,3 km de voie ferrée dans la ville, transportant en moyenne 353 225 voyageurs par jour.
En septembre 1906, les compagnies fusionnèrent sous le nom de Chemin de fer de Tokyo, puis le gouvernement de la ville de Tokyo racheta le réseau en août 1911, qui devint le Tramway électrique municipal de Tokyo (ou Tokyo Shiden), puis, en 1943, le Tramway électrique de l'agglomération de Tokyo (Tokyo Toden), lorsque la ville a été fusionnée avec la préfecture de Tokyo pour former la préfecture métropolitaine de Tokyo.
Ce réseau, qui compta jusqu'à 41 lignes, fut le principal mode de transport en commun de la ville jusqu'à la mise en service du métro de Tokyo. En 1924, le réseau transporta plus de 496,27 millions de passagers sur 155,8 km de lignes. Ce fut le plus grand nombre d'usagers d'avant-guerre. Lors de son expansion maximale, vers 1943, il transportait 1 939 000 voyageurs par jour.
À partir des années 1960, la croissance du trafic automobile et le manque de sites propres provoquèrent le déclin du tramway de Tokyo et la suppression progressive de ses lignes,.
À l'occasion des Jeux olympiques d'été de 1964, le gouvernement décida une nouvelle politique de transports, entraînant la fermeture de plusieurs réseaux de tramways. L'assemblée métropolitaine décida en 1967 la fermeture progressive du réseau de tramway, et sa transformation en réseau de bus qui devait prendre effet avant le 12 novembre 1972.
Toutefois, les habitants des quartiers desservis par les lignes 27 (Minowabashi-Akabane) et 32 (Arakawa-Waseda) obtinrent leur maintien, car elles étaient pour une grande part implantées en site propre, alors qu'elles longeaient des rues déjà très encombrées où les bus n'auraient pu être performants.
En 1974, les deux lignes, dont certaines sections avaient été mises en service en 1913, furent réunies pour former la ligne Toden Arakawa. L'exploitation est reprise par le Bureau des Transports de la Métropole de Tokyo (Toei), la société publique de transport de Tokyo.

## Caractéristiques

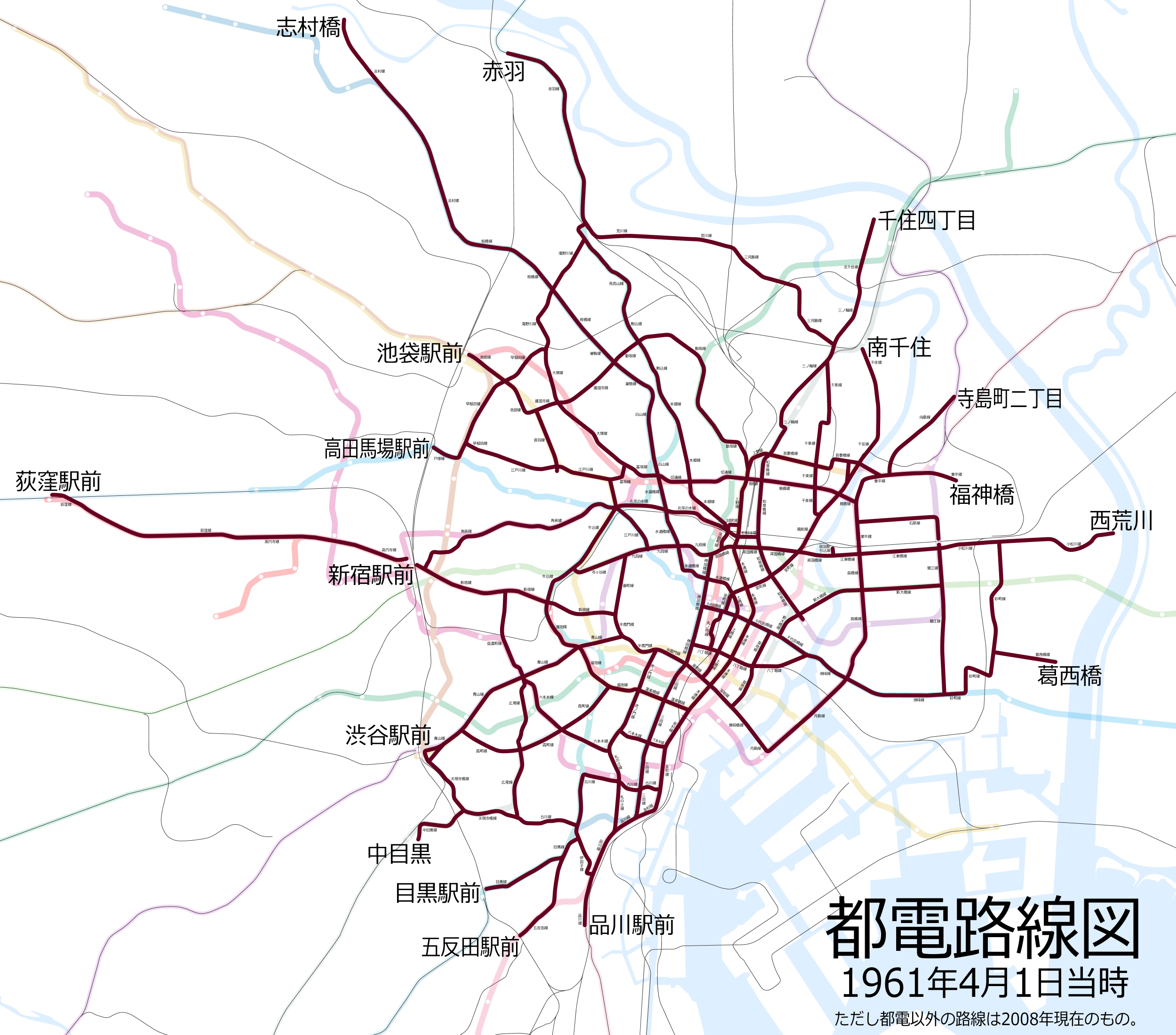
Plan du réseau en 1961

| Année | Longueur du réseau (km) | Passagers par an (millions) |
| ----- | ----------------------- | --------------------------- |
| 1911  | 103,4                   | 138,317                     |
| 1920  | 143,8                   | 400,636                     |
| 1930  | 173,3                   | 369,739                     |
| 1940  | 178,8                   | 507,527                     |
| 1950  | 212,8                   | 478,946                     |
| 1960  | 213,7                   | 597,409                     |
| 1970  | 47,7                    | 134,954                     |
| 1980  | 12,2                    | 27,475                      |
| 1990  | 12,2                    | 24,198                      |
| 1999  | 12,2                    | 21,172                      |